# Portal Sessions - No te va Gustar
Portal Sessions - No te va Gustar es un EP de la banda uruguaya No Te Va Gustar en colaboración con Portal Sessions. Fue publicado el 1 de agosto de 2024 a través de Elefante Blanco.

## Antecedentes y publicación
Iniciadas el 10 de enero de 2024, las Portal Sessions son residencias musicales de tres a cinco días llevadas a cabo en un estudio llamado El Cofre situado en un hub cultural denominado Portal Bosque (ubicado en La Barra, Punta Del Este, Maldonado; Uruguay) en la que se producen 4 canciones en el estudio, y el último día se graban en vivo en una de las locaciones idílicas de Portal. Declarado por sus propios creadores, Alejandro Kurz, Matias Woloski y Shumi Gauto, el objetivo es capturar la esencia de la música en vivo a través de composiciones nuevas, reversiones y/o covers; mezclando artistas, géneros y culturas.
En el año de su trigésimo aniversario, la banda No te va Gustar fue la cuarta invitada pero los primeros que lanzaron un EP mediante estas sesiones. Según Emiliano Brancciari, estar tocando con ese entorno lleno de árboles y mirar para afuera, encontrando a sus hijos jugando es impagable.
La primera de estas sesiones fue lanzada el 18 de julio de 2024 siendo una reversión de Ese Maldito Momento (El Calor Del Pleno Invierno - 2012) con Mel Muñiz. En contraposición, la cuarta y última fue publicada el 1 de agosto, saliendo el EP completo en YouTube el mismo día. Al día siguiente, salió en plataformas digitales como Spotify o Apple Music.
Una de las versiones que más repercusiones generó es el cover de Como un Cuento (Divididos, Narigón del siglo - 2000), tomada por la revista Rolling Stone como un homenaje cargado de admiración del grupo uruguayo a Divididos, y un nuevo eslabón en la cadena de afecto que ha construído con el cantante y guitarrista Ricardo Mollo (exmiembro de la agrupación argentina con el cual realizaron una canción llamada Austro (Luz - 2021) y una interpretación de 'Crimen' (Gustavo Cerati, Ahí Vamos - 2006) en el disco en vivo del 2022 grabado en el Estadio Único Diego Armando Maradona).

## Listado de canciones
| Lista de canciones de Portal Sessions - No te va Gustar |                                                         |                 |          |  |
| N.º                                                     | Título                                                  | Productor       | Duración |  |
| 1.                                                      | «La Única Voz»                                          | Portal Sessions | 4:45     |  |
| 2.                                                      | «Como un Cuento»                                        | Portal Sessions | 4:47     |  |
| 3.                                                      | «Ese Maldito Momento» (con Mel Muñiz y Portal Sessions) | Portal Sessions | 3:22     |  |
| 4.                                                      | «Arde»                                                  | Portal Sessions | 4:37     |  |
| 17:00                                                   |                                                         |                 |          |  |